# Brancaster
Brancaster är en ort och civil parish i Storbritannien.   Den ligger i grevskapet Norfolk och riksdelen England, i den sydöstra delen av landet, 170 km norr om huvudstaden London. Brancaster ligger 13 meter över havet och antalet invånare är 797.
Terrängen runt Brancaster är platt. Havet är nära Brancaster norrut. Runt Brancaster är det ganska tätbefolkat, med 90 invånare per kvadratkilometer. Närmaste större samhälle är Hunstanton, 9,5 km väster om Brancaster. 